# Chau Say Tevoda
13°26′43″N 103°52′40″E

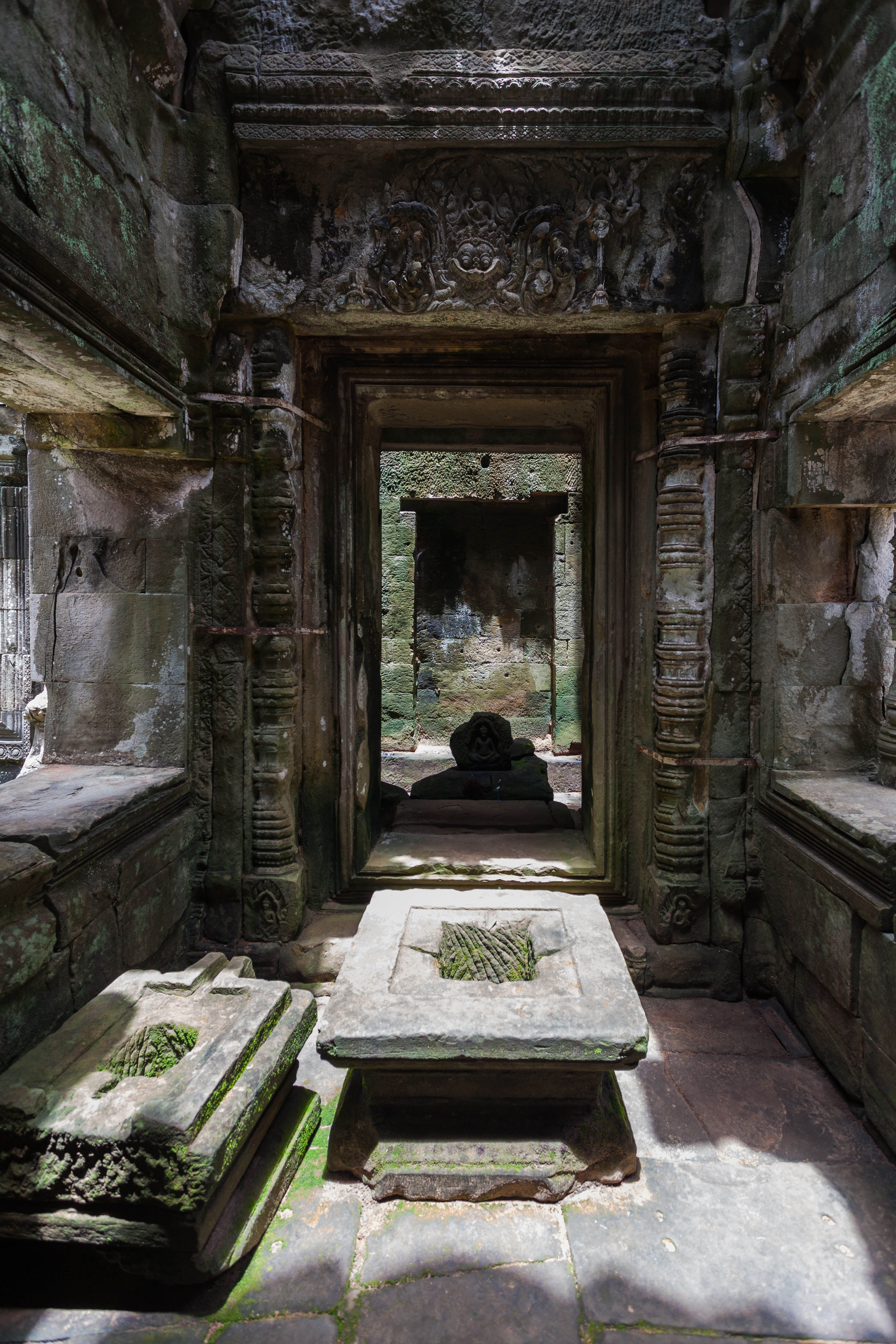
Vista interna de un tempio

Chau Say Tevoda (in khmer ប្រាសាទចៅសាយទេវតា) è un tempio induista di Angkor, in Cambogia. Si trova ad est di Angkor Thom, lungo la via della Vittoria che esce dalla porta omonima. Situato di fronte al Thommanon, a sud, in realtà non vi è strettamente correlato come potrebbe sembrare di primo acchito. Fu costruito in epoca diversa, tra il 1120 e il 1150, durante il regno di Suryavarman II. Ulteriori modifiche sembrano essere state apportate durante il breve regno di Yasovarman II e da Jayavarman VII, queste ultime correlate all'adozione del buddhismo Mahāyāna come religione di stato.
Il tempio ha dimensioni (40 m per 50) e pianta quasi identiche a quelle del Thommanon. Presenta un santuario centrale, due "biblioteche" e quattro gopuras, corrispondenti alle direzioni cardinali. Ripulito da Henri Marchal negli anni venti, si trovava in pessime condizioni fino ad un restauro finanziato dalla Repubblica Popolare Cinese, avvenuto tra il 2000 e il 2009. Le modalità degli interventi hanno sollevato alcune polemiche, visto un utilizzo abbastanza esteso di pietra nuova che, pur rispettando le linee guida UNESCO e ICOMOS, ha creato discontinuità evidenti.
Considerato di qualità inferiore al Thommanon, risulta comunque interessante, in particolare per le decorazioni scultoree, come le devata che caratterizzano anche il primo.